# Lobnja
Lobnja (russisch Ло́бня) ist eine Stadt in Russland mit 74.252 Einwohnern (Stand 14. Oktober 2010). Sie liegt in der Oblast Moskau rund 30 km nördlich von Moskau. In der Nähe Lobnjas befindet sich der Flughafen Scheremetjewo, einer der drei internationalen Verkehrsflughäfen Moskaus.

## Geschichte
Der Ort Lobnja entstand 1902 beim Bau der Eisenbahnlinie Moskau–Dubna–Kimry, als dort ein Bahnhof mit diesem Namen errichtet wurde. Der Name Lobnja entstammt dem gleichnamigen Flüsschen, dessen Name baltischen Ursprungs ist und vermutlich von lobas – Flusstal – abgeleitet ist. Im Laufe der folgenden Jahrzehnte entwickelte sich im Ort die Industrie, und nicht zuletzt aufgrund der Nähe zu Moskau entstanden zahlreiche Wohnviertel. Im Zweiten Weltkrieg war die Gegend rund um Lobnja als nördlicher Moskauer Vorposten stark umkämpft. 1947 erhielt Lobnja den Status einer Siedlung städtischen Typs, und am 18. Dezember 1961 wurden die Stadtrechte verliehen.

### Bevölkerungsentwicklung
| Jahr | Einwohner |
| ---- | --------- |
| 1926 | 300       |
| 1959 | 12.249    |
| 1970 | 30.491    |
| 1979 | 51.811    |
| 1989 | 60.475    |
| 2002 | 61.567    |
| 2010 | 74.252    |

Anmerkung: Volkszählungsdaten (1926 gerundet)

## Wirtschaft und Verkehr

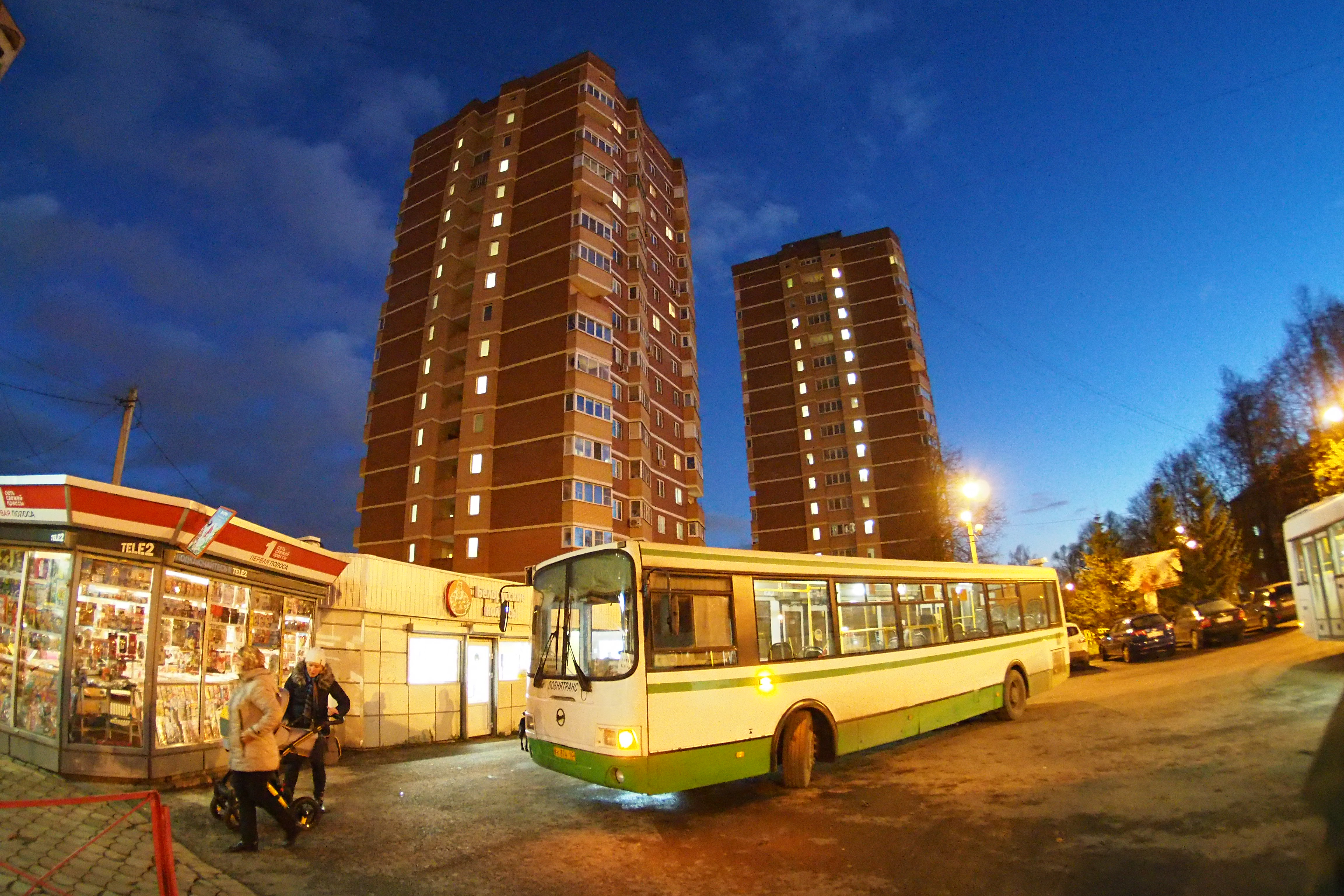
Bus an der Haltestelle "Krasnaja Poljana" in Lobnja

Heute gibt es in Lobnja mehrere Industriebetriebe, unter anderem für Metallverarbeitung, Elektrotechnik und Spielwaren sowie eine Tetra-Pak-Verpackungsfabrik. Die Stadt hat einen Regionalbahnhof, der unter anderem von Zügen von und nach Moskau (Sawjolowoer Bahnhof), Dmitrow oder Dubna bedient wird. 2008 wurde eine Stichbahnstrecke von Lobnja zum Flughafen Scheremetjewo in Betrieb genommen, die von Expresszügen befahren wird.

## Sehenswürdigkeiten
Das wohl bekannteste Bauwerk in Lobnja ist der aus Stahlkonstruktionen errichtete hyperbolische Wasserturm des berühmten Ingenieurs Wladimir Schuchow nördlich des Stadtkerns. In der Nähe Lobnjas befindet sich auch das Dorf Fedoskino, das für seine traditionelle Lackierkunst bekannt ist, sowie das ehemalige Landgut Marfino mit einem gut erhaltenen Ensemble aus dem frühen 19. Jahrhundert.

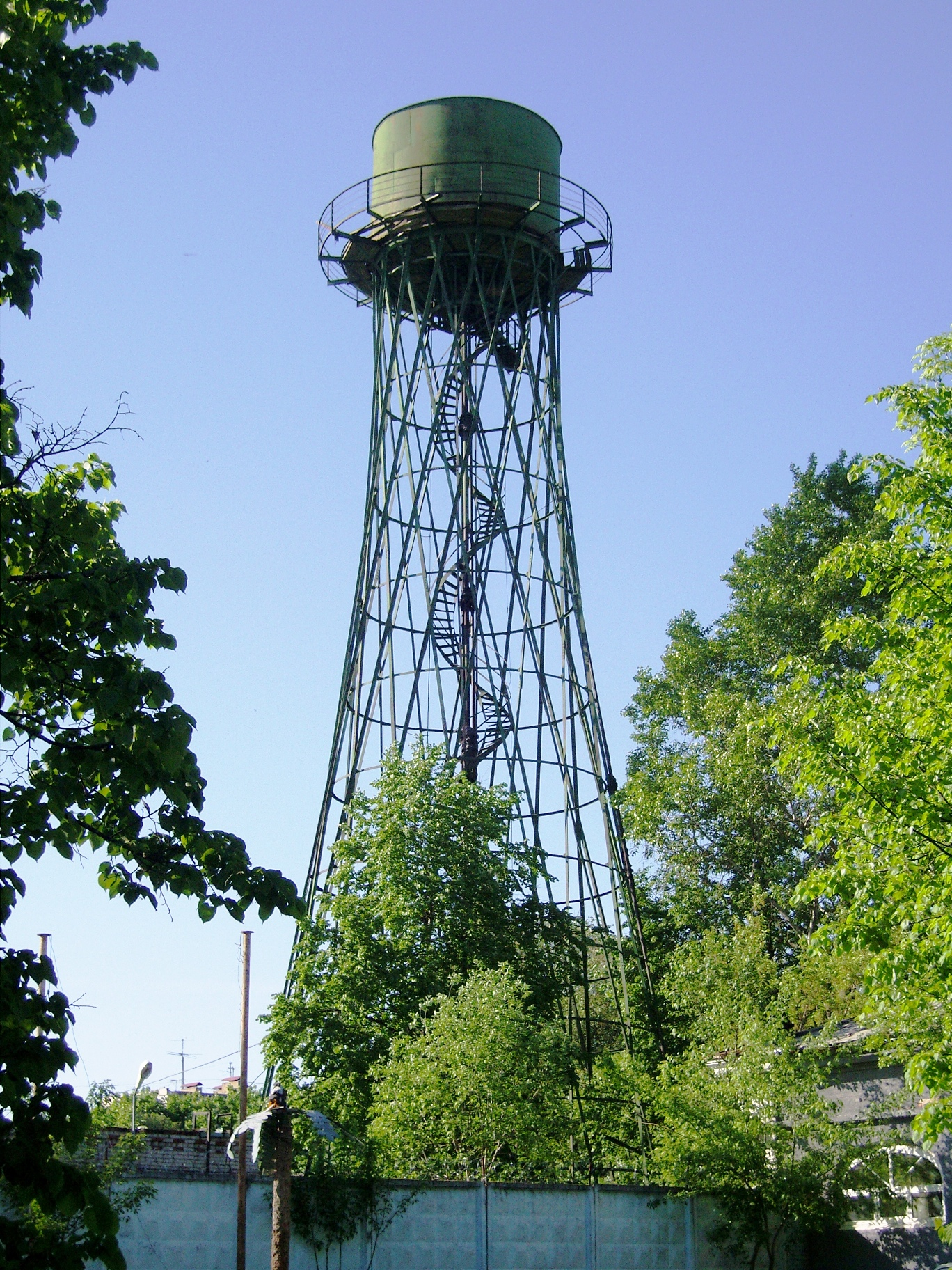
Der Schuchow-Wasserturm in Lobnja-Lugowaja
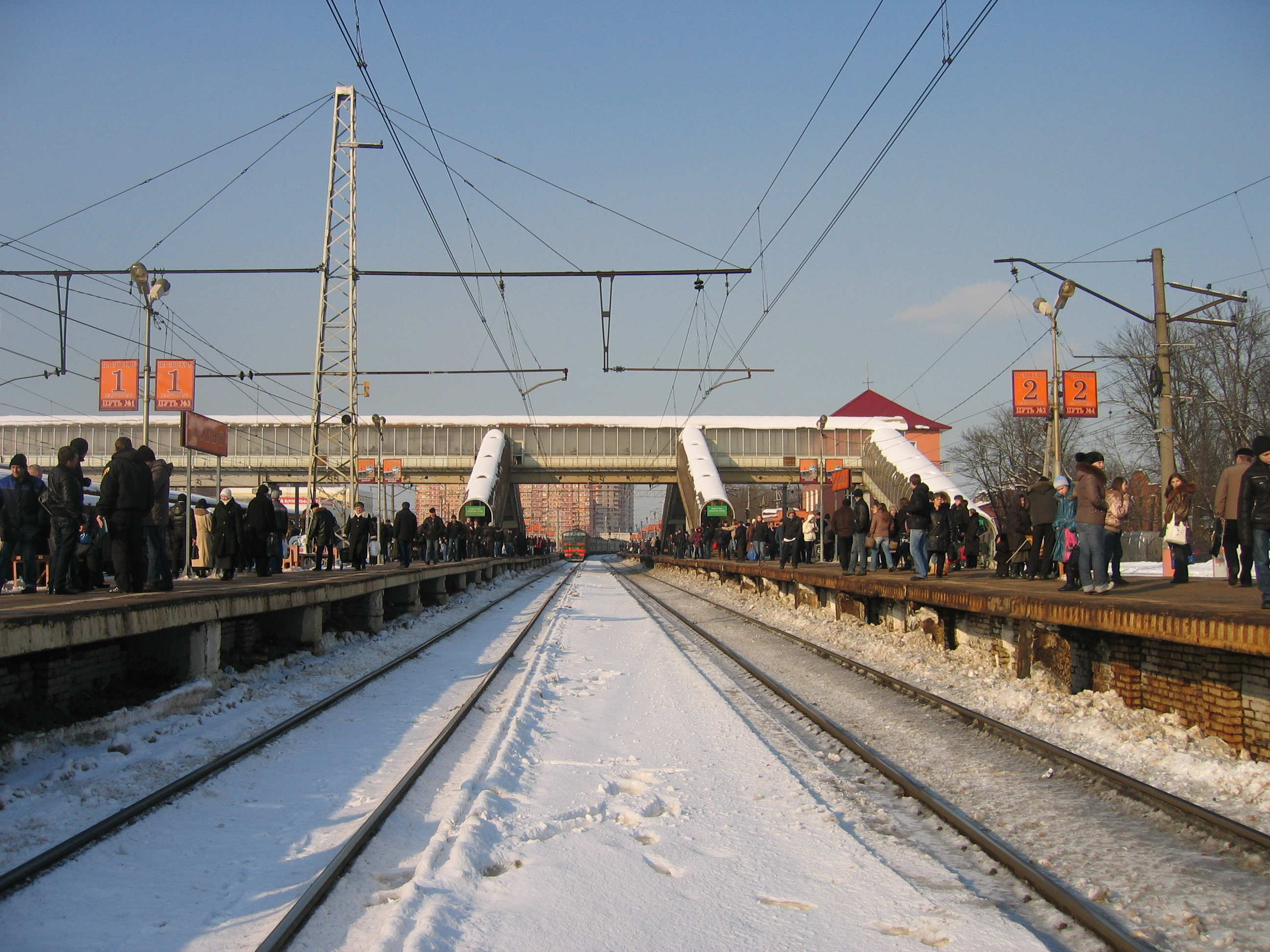
Bahnhof Lobnja
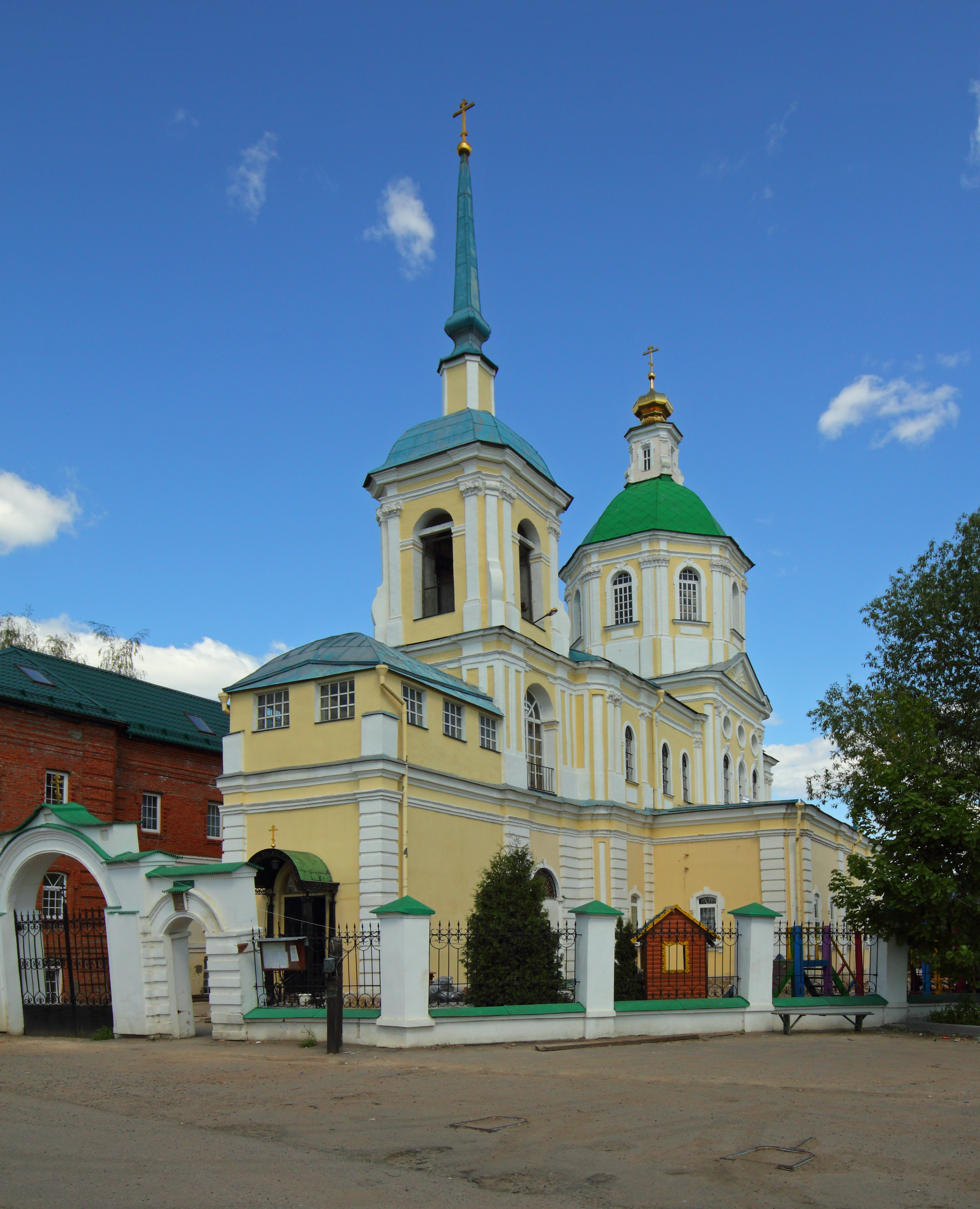
Erlöserbildkirche
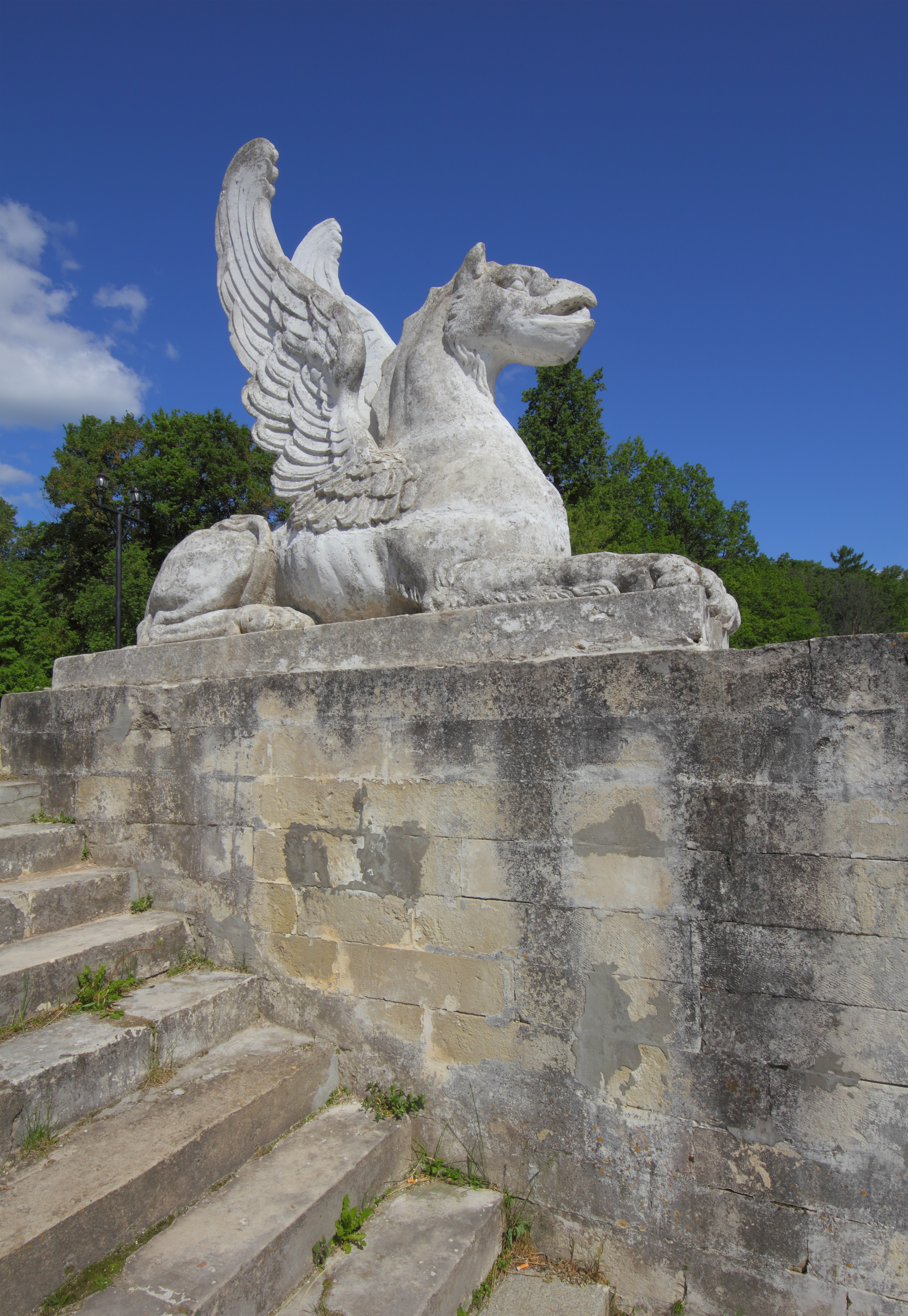
Landgut Marfino nahe Lobnja

## Söhne und Töchter (Auswahl)
- Michail Mischustin (* 1966), russischer Beamter und Politiker, amtierender Ministerpräsident Russlands
- Ljubow Sobol (* 1987), russische Juristin und oppositionelle Politikerin